# Square du Tarn
Le square du Tarn est une voie du 17e arrondissement de Paris, en France.

## Situation et accès
Le square du Tarn est une voie située dans le 17e arrondissement de Paris. Il débute au 4, rue Jules-Bourdais et se termine en impasse.

## Origine du nom

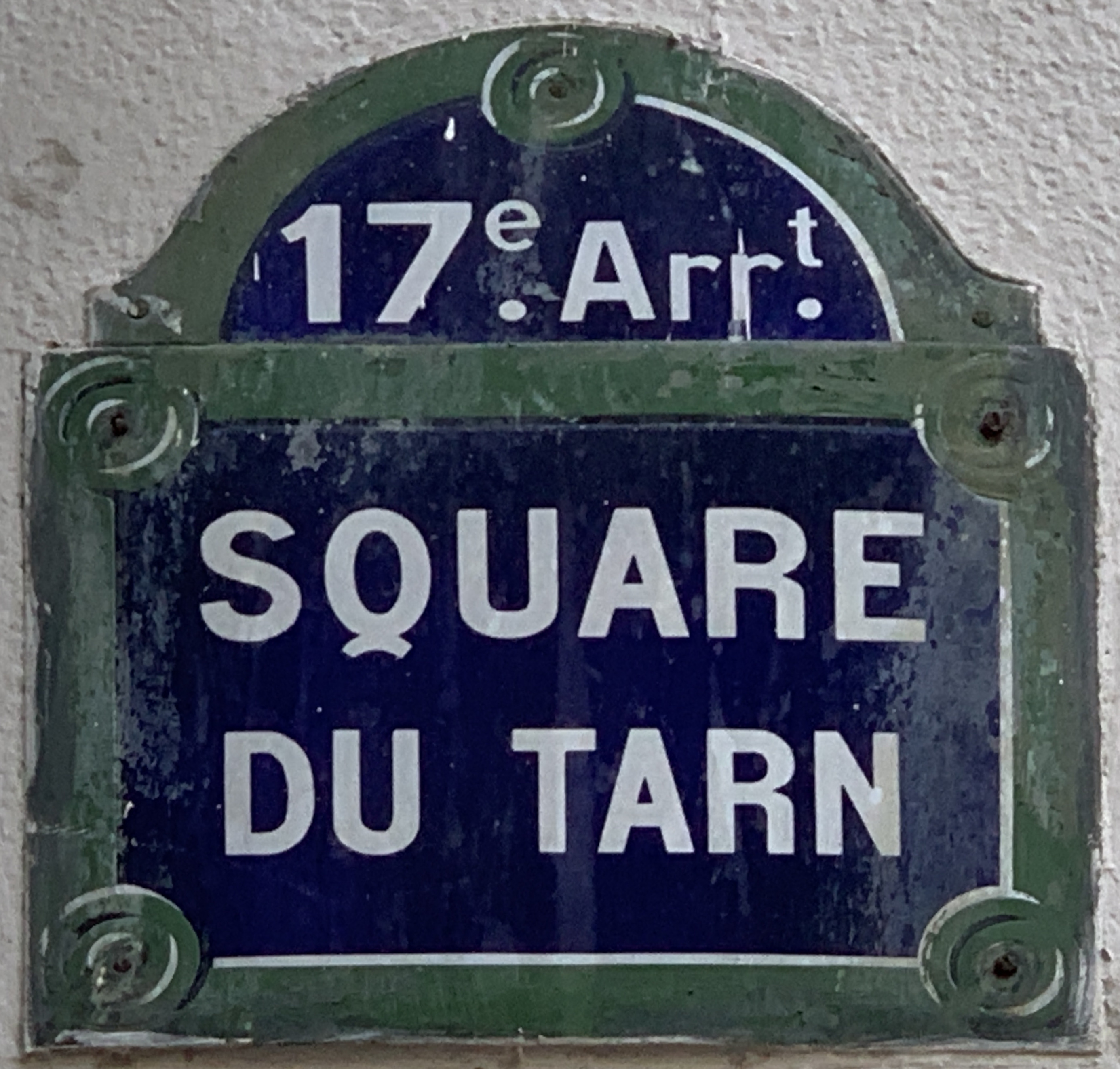
Plaque du square.

Il porte le nom de la rivière Tarn, affluent de la Garonne.

## Historique
Ce square est ouvert et prend sa dénomination actuelle en 1932 sur l'emplacement du bastion no 46 de l'enceinte de Thiers.